# Jason Patric
Jason Patric est un acteur américain né le 17 juin 1966 dans le Queens, à New York.

## Biographie
Jason Patric est le fils des comédiens Jason Miller (interprète du père Karras dans L'Exorciste) et Linda Miller, et le petit-fils de Jackie Gleason. Son demi-frère, Joshua John Miller, est également acteur.	
Il fait ses débuts au cinéma en 1986 dans Solar babies avant de se faire remarquer l'année suivante dans Génération perdue en vampire adolescent aux côtés d'une autre future star, Kiefer Sutherland.
Commence alors une carrière où il enchaîne les premiers rôles : soldat dans La Bête de guerre (1988), ex-boxeur dans After dark, my sweet (1990), il casse son image de beau brun ténébreux en 1991 avec Rush dans lequel il interprète un flic qui tombe dans la drogue aux côtés de Jennifer Jason Leigh.
En 1993, on le retrouve aux côtés de Gene Hackman et Robert Duvall dans Geronimo puis dans Sleepers (1996) où il donne la réplique à Brad Pitt, Robert De Niro, Kevin Bacon et Dustin Hoffman. En 1997, il s'essaie au cinéma d'action dans Speed 2 : Cap sur le danger mais délaisse vite les blockbusters pour retourner à un cinéma plus confidentiel en jouant un célibataire misogyne dans Entre amis & voisins (1998) de Neil LaBute qu'il produit également.
Il joue un détective aux côtés de Ray Liotta dans Narc puis dans Alamo (2004) avec Dennis Quaid et Billy Bob Thornton.

## Vie privée
Jason Patric a partagé la vie des actrices Robin Wright, Julia Roberts et Jennifer Jason Leigh, et du mannequin Christy Turlington.
Il est par ailleurs le père d'un enfant conçu par fécondation in vitro, avec sa compagne Danielle Schreiber. Après leur séparation, Jason Patric s'est vu dénier en 2012 ses droits parentaux par la justice californienne, attendu que sa compagne et lui ne s'étaient jamais mariés et que l'acteur, faute d'avoir officiellement reconnu l'enfant, n'avait par conséquent qu'un statut de donneur de sperme. Jason Patric est alors devenu l'un des protagonistes d'une campagne menée auprès de la Législature de l'État de Californie, dans le but de faire reconnaître les droits parentaux des personnes dans sa situation. Lui-même a fait annuler en appel le jugement qui l'avait débouté, la cour ayant tenu compte des rapports qu'il avait entretenus avec l'enfant après la naissance de celui-ci.

## Filmographie

### Cinéma
- 1986 : Les Guerriers du soleil (Solarbabies) : Jason
- 1987 : Génération perdue (The Lost Boys) : Michael Emerson
- 1988 : La Bête de guerre (The Beast of War) : Koverchenko
- 1990 : Denial : Michael
- 1990 : La Mort sera si douce (After Dark, My Sweet) : Kevin « Kid » Collins
- 1990 : La Résurrection de Frankenstein (Frankenstein Unbound) : Lord George Gordon Byron
- 1991 : Rush : Jim Raynor
- 1993 : Geronimo (Geronimo: An American Legend) : 1st Lt. Charles B. Gatewood
- 1995 : The Journey of August King : August King
- 1996 : Sleepers : Lorenzo « Shakes » Carcaterra
- 1997 : Speed 2 : Cap sur le danger (Speed 2: Cruise Control) : Officier Alex Shaw
- 1997 : Incognito : Harry Donovan
- 1998 : Entre amis et voisins (Your Friends and Neighbors) : Cary - également producteur
- 2001 : Sexy Devil : Ray
- 2002 : 3 Days of Rain
- 2002 : Narc : Nick Tellis
- 2004 : Alamo (The Alamo) : James Bowie
- 2006 : Walker Payne
- 2007 : Dans la vallée d'Elah : le lieutenant Kirklander, de la police militaire
- 2008 : Downloading Nancy : Louis Farley
- 2009 : Ma vie pour la tienne : Brian Fitzgerald
- 2010 : The Losers : Max
- 2011 : Ulysse, souviens-toi ! (Keyhole) : Ulysses Pick
- 2014 : The Prince de Brian A. Miller : Paul
- 2014 : The Outsider (ou L'étranger) de Brian A. Miller : Dt Klein
- 2016 : Home Invasion de David Tennant : Mike , téléfilm en France sous le titre Prise au piège avec mon fils
- 2016 : The Yellow Birds de Alexandre Moors : le capitaine Anderson
- 2018 : Big Kill de Scott Martin  : le prédicateur
- 2020 : The Vanished de Peter Facinelli : le shérif Baker
- 2023 : Séduire la mort (Strange Darling) de JT Mollner (en) : narrateur
- 2024 : Terrifier 3 de Damien Leone : Michael Shaw
- 2024 : Armor de Justin Routt : James Brody

### Télévision
- 1985 : Toughlove : Gary Charters
- 1990 : Teach 109 : Teach 109
- 2008 : Entourage : lui-même
- 2016 : Wayward Pines : Theo Yedlin